# ارتم اسمولیاکوف
ارتم اسمولیاکوف (اوکراینی: Артем Геннадійович Смоляков؛ زادهٔ ۲۹ مهٔ ۲۰۰۳) بازیکن فوتبال اهل اوکراین است.